# Allergan
Allergan, Inc. est un laboratoire pharmaceutique américain spécialisé dans les produits d'ophtalmologie, neurologie et dermatologie. Son produit phare est le Botox (aussi appelé Vistabel), utilisé dans le monde entier pour traiter l'hyperactivité musculaire et les rides du visage.

## Historique
En novembre 2005, Allergan a fusionné avec le laboratoire Inamed afin de créer le leader mondial des produits d'esthétique pour le visage, la plastie mammaire et le traitement de l'obésité.
En novembre 2006, Allergan a racheté à Waldemar Kita le laboratoire français Cornéal (spécialisé en ophtalmologie et acide hyaluronique)
En février 2007, Allergan a racheté la société suisse Endoart SA basée sur le site de l'EPFL (École polytechnique fédérale de Lausanne) et spécialisée dans les implants télémétriques. Le site a été fermé et l'équipe dissoute en 2011.
En avril 2014, Allergan subit une OPA hostile de 52 milliards de dollars de la part de Valeant Pharmaceuticals. En juillet 2014, dans l'optique de refuser ce rachat, Allergan annonce la suppression de 13 % de ses salariés sur six ans, soit environ 1 500 emplois, dans le but de convaincre ses actionnaires de sa rentabilité.
Le 16 novembre 2014, des journalistes du Wall Street Journal et du Financial Times annoncent presque simultanément que les deux sociétés Actavis et Allergan seraient arrivées à un accord sur une acquisition d'Allergan par Actavis dans le cadre d'une OPA amicale. Selon le Financial Times, le montant de la transaction s'élèverait à 64 milliards de dollars. 
En juin 2015, Actavis prend le nom d'Allergan, à la suite de l'acquisition de cette dernière, sauf pour les génériques en Amérique du Nord, qui reste sous la marque Actavis. Le même mois, Allergan acquiert  pour 2,1 milliards de dollars, Kythera Biopharmaceuticals, spécialisée dans le traitement non-opératoire du double menton.
Le 27 juillet 2015, Teva rachète les génériques Allergan pour un montant de 40,5 milliards de dollars (33,75 milliards en liquide, 6,75 milliards de dollars en action).
En novembre 2015, Pfizer lance une offre d'acquisition amicale sur Allergan, qui valorise ce dernier à 160 milliards de dollars, même si techniquement l'opération consiste au rachat de Pfizer par Allergan, ceci dans un but de permettre le changement de domiciliation fiscale en Irlande, via la technique d'inversion fiscale. Le nouvel ensemble prendra le nom de Pfizer et son directeur sera celui de Pfizer Ian Read. Une large partie de l'opération se fait en échange d'action, seuls 6 à 12 milliards de dollars de la transaction seront réalisés en liquidités. Mais en avril 2016, le Trésor américain émet des nouvelles normes pour limiter les inversions, nouvelles normes qui ne permettent plus la redomiciliation de Pfizer, à la suite de cela l'opération avec Allergan est annulée par Pfizer.
En septembre 2016, Allergan annonce l'acquisition de Vitae Pharmaceuticals, spécialisée dans la lutte contre le psoriasis pour 639 millions de dollars. Le même mois, Allergan annonce acquérir Tobira, une entreprise spécialisée contre la stéatose hépatique non alcoolique, pour 1,7 milliard de dollars. En décembre 2016, Allergan annonce acquérir LifeCell, une filiale d'Acelity spécialisée dans les tissus reconstructifs, pour 2,9 milliards de dollars.
En février 2017, Allergan annonce l'acquisition de Zeltiq Aesthetics, spécialisé dans l'amincissement par le froid, pour 2,48 milliards de dollars.
En mai 2017, l’État de l'Ohio (États-Unis) porte plainte contre Allergan et d'autres groupes pharmaceutiques pour dissimulation des risques d'addiction liés à la prise d'antidouleurs à base d'opiacés, au cœur d'une grave crise de santé publique. Selon la plainte, « ces producteurs de médicaments ont fait croire (...) que les opiacés n'étaient pas addictifs, que l'addiction était facile à surmonter où qu'elle pouvait être traitée en prenant encore plus d'opiacés ».
En août 2018, Almirall annonce l'acquisition de 5 marques dermatologiques, notamment dédiés à l'acné, d'Allergan pour 650 millions de dollars.
En juin 2019, AbbVie rachète Allergan pour 63 milliards de dollars,.

## Actionnaires
Liste des principaux actionnaires au 30 octobre 2019.
| The Vanguard Group              | 7,22% |
| Wellington Management           | 6,74% |
| GIC Pte (Investment Management) | 4,72% |
| SSgA Funds Management,          | 4,00% |
| ClearBridge Investments         | 2,52% |
| Artisan Partners                | 2,31% |
| BlackRock Fund Advisors         | 2,30% |
| Longview Partners               | 2,13% |
| UBS Securities                  | 2,00% |
| Farallon Capital Management     | 1,90% |